# 梶原平馬
梶原 平馬（かじわら へいま）は、幕末の会津藩家老。

## 生涯
内藤家に生まれ、梶原景範の養子となる。梶原家の遠祖は梶原景時で、家禄1000石であった。

### 幕末
藩主・松平容保が京都守護職在任中は側近として仕えた。慶応2年（1866年）、家老に就任。鳥羽・伏見の戦いに敗れたのち、平馬は江戸で資金、軍備の調達にあたり、桑名藩主・松平定敬、越後長岡藩家老・河井継之助とともに汽船で新潟に上陸し会津へ帰還した。スネル兄弟の協力を得ている。その後、会津藩において奥羽越列藩同盟の結成に主導的役割を果たしたとされる。会津戦争の際、会津若松城に籠城したが、平馬は政務を総監した。西郷頼母を追放し、頼母暗殺指令を下したが、命を受けた大沼城之介、芦沢生太郎は実行しなかった。敗戦を迎え、降服式において平馬は藩主父子の助命嘆願を行っている。藩主父子が鳥取藩江戸屋敷に幽閉された際は、平馬も随行している。会津藩の責任者として切腹することとなった萱野権兵衛にその命を伝える役を務めた。
　会津藩は京都守護職が長く藩財政が悪化、梶原平馬は外交・武器・資金調達の任務、会津戦争で性能の劣る旧式武器しか買えない。プロイセンのスネル兄弟からの武器調達も未払で終戦を迎えた。プロイセンは3年前から蝦夷地を調査、担保にして東北7藩と武器取引、蝦夷の植民地を計画したが、奥羽越列藩同盟の早期敗戦のため失敗した。『戊辰戦争の新視点』（外国から見た戊辰戦争）。
また、会津領内の鉱山リース契約はイギリス商人ジャクモに全権を与えるもの。家老梶原平馬、家老海老名群治、奉行山内大学の署名と黒印がある。期間は21年間、ロイヤリティなどの詳細な内容が、イギリスのハリー・パークス文書にあった。会津藩の降伏によって契約は履行されなかった。会津藩の文献は確認されていないものの、背景に新式武器調達の目的があったと推察される。

### 明治
その後、斗南に移住し青森県庶務課長となったが、短期間で辞職し、明治10年（1877年）頃には東京へ出ており、後妻となる教員・水野貞と出会って明治11年（1868年）5月には長女のシツエが函館で誕生している。2人目の妻である水野貞は私立小学校の校長を務めた教育者であった。
会津藩関係者の中でも長く消息が不明であったが、昭和63年（1988年）に根室市で墓が発見された。梶原景雄と名乗り、明治16年（1883年）頃に県職員として働いていた記録が残っていた。明治20年（1887年）頃より病魔に蝕まれ衰弱。2年程度寝たきりの状態が続き、明治22年（1889年）3月23日、47歳で没。

## 内藤一族の自刃
平馬の実家である内藤家は、武田信玄麾下の内藤昌豊の流れをくむ藩内の名門であった。家禄は2200石である。実父・内藤信順は家老を務め幕末には既に隠居し、平馬の兄・内藤信節が家督を継ぎ家老職にあった。慶応4年8月23日（1868年10月8日）、会津若松城下に新政府軍が迫った。信順らは入城することができず、親類である若年寄・上田八郎右衛門の一家と菩提所である泰雲寺に避難した。9月17日（11月1日）、敵迫るとの知らせを受け、内藤一族は上田家とともに自刃した。内藤家は信順（67）、妻（58）、娘4人（23,19,17,不詳）、信節の妻（23）、孫2人（6,3）。上田家は八郎右衛門の父である伊閑（61）、妻（58）、妹（56）、娘（30）、孫（9）。内藤家家臣4人も自刃し、場を離れていた従僕は後を寺に頼み、主人一家の跡を追ったという。
平馬の末弟である武川信臣は彰義隊に参加し信意隊長となったが、上野戦争後に捕らえられ、斬首された。
実家の内藤家に残った遠州流の庭園は、その後白露庭と呼ばれ、福山地方裁判所の前庭となり、旧内藤邸跡地白露庭として現存している。

## 2人の妻
最初の妻・山川二葉は山川浩、山川健次郎、大山捨松の姉。一子・景清は二葉が養育し、のち海軍軍医大佐となった。音楽評論で知られる四谷左門は、景清の長男景浩の筆名。事実上の継室となった水野貞は明治期の北海道花咲で女性校長となり、息子の文雄は教員となったが22歳の若さで夭折した。
2人の妻に直接的な縁は無かったが、貞との間の子である文雄は、日本中学校入学により東京に住んだ時には、二葉や異母兄に当たる景清の住む山川家に寄宿している。

## 関連作品
テレビドラマ
- 『八重の桜』（2013年、NHK大河ドラマ、演：池内博之）